# Hugo Grauers

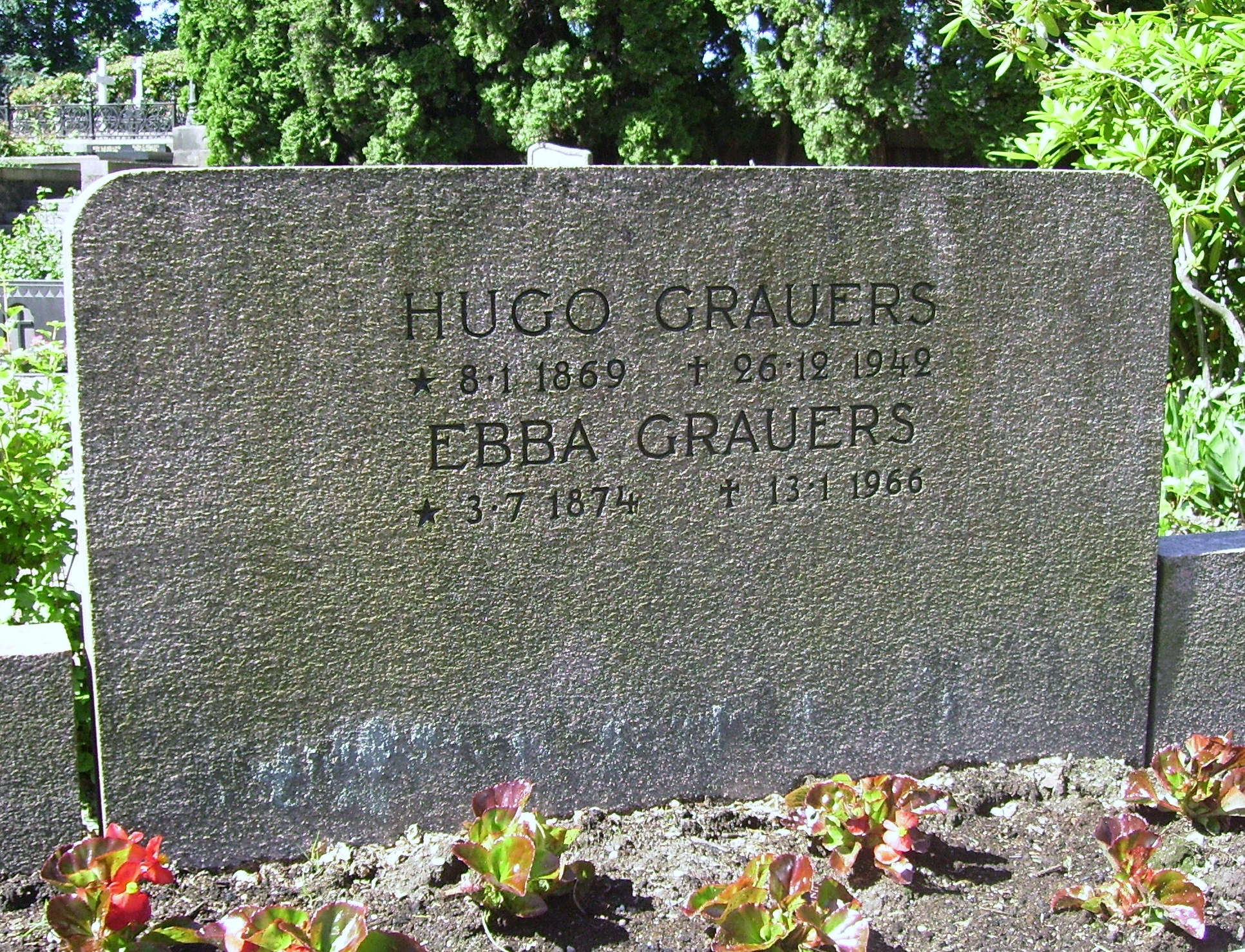
Gravvård på Örgryte gamla kyrkogård i Göteborg.

Bror Hugo Grauers, född den 8 januari 1869 i Norrköping, död den 26 december 1942 i Göteborg, var en svensk ingenjör, professor i mekanik och matematik, och rektor för Chalmers tekniska högskola (då Chalmers tekniska institut).

## Biografi
Grauers utexaminerades från Tekniska högskolans avdelning för maskinbyggnadskonst 1894, blev filosofie licentiat och filosofie doktor vid Lunds universitet 1900; samma år vikarierade han som lektor vid Malmö tekniska elementarskola och 1901 blev han lektor i mekanik och maskinlära vid Norrköpings Tekniska Elementarskola. 1908 blev han lektor och 1911 professor i mekanik och matematik vid Chalmers tekniska institut, där han också blev rektor 1913. Grauers var ledamot av Kungliga Vetenskaps- och Vitterhetssamhället i Göteborg 1910, kommendör av andra klass av Nordstjärneorden och kommendör av andra klass av Vasaorden.
Grauers nedlade ett förtjänstfullt arbete på Chalmerska institutets utveckling, tillkallades som sakkunnig vid utarbetandet av förslagen till institutets omorganisation 1913 och 1919-1921 samt blev ledamot av byggnadskommittén för institutets nybyggnader. Han har utgett åtskilliga avhandlingar rörande elasticitetsteori, med mera.
Hugo Grauers Gata i stadsdelen Johanneberg i Göteborg, på området för tidigare Vasa sjukhus (numera Chalmers Campus Johanneberg), är uppkallad efter Grauers.

## Familj
Hugo Grauers var son till snickarmästaren Jacob Grauers och Ida Grauers, född Ekelund, samt bror till Henning Grauers. Han gifte sig 5 augusti 1901 med Ebba Ingegerd Ekelund, dotter till kronofogden Svante Ekelund och Mina Ekelund, född Hopp. Barn: Nils Jakob Bengt (född 1902), Svante Henning Kristian (född 1903), Ingegärd Hilda Katarina (född 1909) och Ida Margareta (född 1912).